# Nyan Koi!
Nyan Koi! (にゃんこい!?) es un manga creado por Sato Fujiwara. Se comenzó su distribución en la página web de Flex Comic llamada FlexComix Blood el 10 de agosto del 2007. 
Una adaptación a serie de anime fue estrenada el 1 de octubre del 2009 en Japón.

## Historia
Jumpei, un chico de secundaria como cualquier otro, un día es maldecido por un Jizou Neko (espíritu de una estatua sagrada con forma de gato) que lo culpa de haber decapitado su estatua, por ello adquiere la habilidad de escuchar hablar a los gatos ya poco a poco se está volviendo uno de ellos como efecto del castigo del espíritu. 
Nyamsus, su gata, le explica que si desea salvarse debe ayudar a 100 gatos y ocultar el secreto, si no cumple con alguno de estos se convertirá en uno, lo que hace esta misión sea algo casi imposible ya que Jumpei es alérgico a los gatos, por lo que si llega a estar cerca de uno empieza a estornudar como loco.

## Personajes
Junpei Kōsaka (高坂 潤平 Kōsaka Junpei?)
Voz por: Shintarō Asanuma
Es el protagonista principal de esta serie con una alergia a los gatos, vive con su madre y con su pequeña hermana, a quienes les encanta los gatos. Accidentalmente un día Junpei deja caer la cabeza de la estatua de un gato sagrado en su barrio y queda maldito, por esta razón él puede comunicarse con los gatos y en un tiempo se convertirá en uno, a no ser que salve o ayude a 100 gatos primero, el problema es que al ser alérgico no puede acercarse a ellos y por volverse uno le produciría de inmediato un shock alérgico. Aparte de esto está enamorado de una compañera de clase llamada Kaede Mizuno, a la que le encantan los gatos.
Kaede Mizuno (水野 楓 Mizuno Kaede?)
Voz por: Yūka Iguchi
Es una de las compañeras de clase de Junpei, es amante a los gatos, pero a su familia le gustan los perros. Su encanto por los gatos la hacen muy intensa con ellos, así que los gatos la evaden. Junpei Kōsaka está enamorado de ella aunque ella no se da cuenta, pero conforme va avanzando el tiempo ella se va dando cuenta de los sentimientos de Junpei y se va dando cuenta de sus sentimientos hacia él.
Kanako Sumiyoshi (住吉 加奈子 Sumiyoshi Kanako?)
Voz por: Ryōko Shiraishi
Es otra de las compañeras de Junpei y también es su amiga de la infancia. De pequeños ellos se vuelven enemigos por un malentendido, pero aún alberga sentimientos hacia él. Debido a aquel malentendido ella se vuelve en una Manba, pero cuando se reconcilia con Junpei deja de lado esa tendencia. Tiene un buen cuerpo y no se asusta de mostrarlo, pero a menudo llama la atención no deseada de las manos de Ichinose.
Nagi Ichinose (一ノ瀬 凪 Ichinose Nagi?)
Voz por: Yū Kobayashi
Es la presidenta del equipo de atletismo de su escuela, y además es la heredera de una poderosa familia yakuza de Kioto. A pesar de ser una mujer ella comenzó a adquirir un comportamiento y una estructura masculina después de ser rechazada inmediatamente por su primer amor, quien equivocadamente asumió que ella era un hombre por su apariencia, a pesar de que en ese tiempo era muy femenina. Después que Junpei la consoló se enamoró de él y recurre a los extremos para estar a su lado, como intentar pasarse a su salón ya habiéndolo cursado. Es extremadamente miedosa a los truenos y a los relámpagos, porque quedó traumatizada de ver a su abuelo ser electrocutado por un rayo en varias ocasiones.
Kotone Kirishima (桐島 琴音 Kirishima Kotone?)
Voz por: Haruka Tomatsu
Es la hermana gemela de Akari y la mayor de las dos. Ella y su hermana son hijas del monje budista del templo. Tiene una actitud gentil y dulce hacia las personas; ella está interesada en Junpei principalmente por sus desgracias.
Akari Kirishima (桐島 朱莉 Kirishima Akari?)
Voz por: Haruka Tomatsu
Es la hermana gemela de Kotone y la menor de las dos, y con su hermana menor saben de la maldición de Junpei. Ellas dos no son maldecidas porque tienen habilidades o poderes anti-mágicos que repelen la maldición, pero esto sólo sirve para la protección de las dos. Ella es tsundere y dice que tiene la habilidad de sentir las cosas sobrenaturales. 
Keizou Kirishima (桐島 啓造 Kirishima Keizou?)
Voz por: Jūrōta Kosugi
Él es el monje budista del templo donde la estatua del gato sagrado descansa. Es el padre de las gemelas Kotone y Akari, y como Tama dice en el primer capítulo, suele frecuentar cabarets, donde gasta el dinero que la comunidad destina a su templo donde le gusta fingir ser un yakuza o un hombre importante para impresionar a las mujeres, por lo cual la estatua de jizou no ha podido ser enviada a que la reparen.
Chizuru Mochizuki (望月 千鶴 Mochizuki Chizuru?)
Voz por: Rina Satō
Ella es una estudiante universitaria que trabaja como cartera en una bicicleta a medio tiempo mientras asiste a la universidad. Tiene un mal sentido de la orientación y constantemente se pierde cuando va a entregar la correspondencia, pero decidió hacer ese trabajo porque le atraía el cartero de su barrio, sin embargo continuó haciéndolo porque le agrada ser quien le entregue cosas a la gente que las haga felices. Parece tener una afición a Junpei después de que él le ayuda a entregar cartas en un barrio en el que estaba perdida.
Nyamsus (ニャムサス Nyamusasu?)
Voz por: Atsuko Tanaka
Es una gata gorda y negra con manchas blancas que pertenece a la familia de Junpei, y la que le lleva a Junpei los gatos a los que tiene que ayudar. Nyamasus en una gata muy reconocida en su barrio, y todos los gatos la ven como a una hermana mayor. 
Tama (タマ?)
Voz por: Jun Fukuyama
Es un pequeño gato dueño del monje budista, es amigo de Nyamsus quien, con ayuda de ella, le llevan a Jumpei gatos para que los ayude, el también va por el barrio divulgándole a los otros gatos la maldición de Junpei. Tama es un gato Calicó de tres colores lo cual es extraño en los machos.

## Episodios
|    |                                                                            |                       |  |  |  |  |  |  |  |  |  |  |  |  |  |  |  |  |  |  |  |  |  |  |  |  |  |  |  |  |  |  |  |  |  |  |  |  |  |  |  |  |  |  |  |  |  |  |  |  |  |  |  |  |  |  |  |  |  |  |  |  |  |  |  |  |  |  |  |  |  |  |  |  |  |  |  |  |  |  |  |  |  |  |  |  |  |  |  |  |  |  |  |  |  |  |  |  |  |  |  |  |  |  |  |  |  |  |  |  |  |  |  |  |  |  |  |  |  |  |  |  |  |  |  |  |  |  |  |  |  |  |  |  |  |  |  |  |  |  |  |  |  |  |  |  |  |  |  |
| 01 | «El gato malvado y el estudiante maldecido» «ブサイクな猫と呪われし高校生» | octubre 1 del 2009    |  |  |  |  |  |  |  |  |  |  |  |  |  |  |  |  |  |  |  |  |  |  |  |  |  |  |  |  |  |  |  |  |  |  |  |  |  |  |  |  |  |  |  |  |  |  |  |  |  |  |  |  |  |  |  |  |  |  |  |  |  |  |  |  |  |  |  |  |  |  |  |  |  |  |  |  |  |  |  |  |  |  |  |  |  |  |  |  |  |  |  |  |  |  |  |  |  |  |  |  |  |  |  |  |  |  |  |  |  |  |  |  |  |  |  |  |  |  |  |  |  |  |  |  |  |  |  |  |  |  |  |  |  |  |  |  |  |  |  |  |  |  |  |  |  |  |  |
| 02 | «Ese chico... ¿es un sirviente?» «その男 下僕？»                           | octubre 8 del 2009    |  |  |  |  |  |  |  |  |  |  |  |  |  |  |  |  |  |  |  |  |  |  |  |  |  |  |  |  |  |  |  |  |  |  |  |  |  |  |  |  |  |  |  |  |  |  |  |  |  |  |  |  |  |  |  |  |  |  |  |  |  |  |  |  |  |  |  |  |  |  |  |  |  |  |  |  |  |  |  |  |  |  |  |  |  |  |  |  |  |  |  |  |  |  |  |  |  |  |  |  |  |  |  |  |  |  |  |  |  |  |  |  |  |  |  |  |  |  |  |  |  |  |  |  |  |  |  |  |  |  |  |  |  |  |  |  |  |  |  |  |  |  |  |  |  |  |  |
| 03 | «Cuál es tu nombre?» «キミの名は»                                          | octubre 15 del 2009   |  |  |  |  |  |  |  |  |  |  |  |  |  |  |  |  |  |  |  |  |  |  |  |  |  |  |  |  |  |  |  |  |  |  |  |  |  |  |  |  |  |  |  |  |  |  |  |  |  |  |  |  |  |  |  |  |  |  |  |  |  |  |  |  |  |  |  |  |  |  |  |  |  |  |  |  |  |  |  |  |  |  |  |  |  |  |  |  |  |  |  |  |  |  |  |  |  |  |  |  |  |  |  |  |  |  |  |  |  |  |  |  |  |  |  |  |  |  |  |  |  |  |  |  |  |  |  |  |  |  |  |  |  |  |  |  |  |  |  |  |  |  |  |  |  |  |  |
| 04 | «Una bonita persona» «美しい人»                                            | octubre 22 del 2009   |  |  |  |  |  |  |  |  |  |  |  |  |  |  |  |  |  |  |  |  |  |  |  |  |  |  |  |  |  |  |  |  |  |  |  |  |  |  |  |  |  |  |  |  |  |  |  |  |  |  |  |  |  |  |  |  |  |  |  |  |  |  |  |  |  |  |  |  |  |  |  |  |  |  |  |  |  |  |  |  |  |  |  |  |  |  |  |  |  |  |  |  |  |  |  |  |  |  |  |  |  |  |  |  |  |  |  |  |  |  |  |  |  |  |  |  |  |  |  |  |  |  |  |  |  |  |  |  |  |  |  |  |  |  |  |  |  |  |  |  |  |  |  |  |  |  |  |
| 05 | «Times square» «四角関係の刻 （タイムズ・スクウェア）»                     | octubre 29 del 2009   |  |  |  |  |  |  |  |  |  |  |  |  |  |  |  |  |  |  |  |  |  |  |  |  |  |  |  |  |  |  |  |  |  |  |  |  |  |  |  |  |  |  |  |  |  |  |  |  |  |  |  |  |  |  |  |  |  |  |  |  |  |  |  |  |  |  |  |  |  |  |  |  |  |  |  |  |  |  |  |  |  |  |  |  |  |  |  |  |  |  |  |  |  |  |  |  |  |  |  |  |  |  |  |  |  |  |  |  |  |  |  |  |  |  |  |  |  |  |  |  |  |  |  |  |  |  |  |  |  |  |  |  |  |  |  |  |  |  |  |  |  |  |  |  |  |  |  |
| 06 | «Leche y amargo y Azúcar y especias» «ミルク＆ビター＆シュガー＆スパイス»  | noviembre 05 del 2009 |  |  |  |  |  |  |  |  |  |  |  |  |  |  |  |  |  |  |  |  |  |  |  |  |  |  |  |  |  |  |  |  |  |  |  |  |  |  |  |  |  |  |  |  |  |  |  |  |  |  |  |  |  |  |  |  |  |  |  |  |  |  |  |  |  |  |  |  |  |  |  |  |  |  |  |  |  |  |  |  |  |  |  |  |  |  |  |  |  |  |  |  |  |  |  |  |  |  |  |  |  |  |  |  |  |  |  |  |  |  |  |  |  |  |  |  |  |  |  |  |  |  |  |  |  |  |  |  |  |  |  |  |  |  |  |  |  |  |  |  |  |  |  |  |  |  |  |
| 07 | «Espera hasta el anochecer» «暗くなるまで待って»                           | noviembre 12 del 2009 |  |  |  |  |  |  |  |  |  |  |  |  |  |  |  |  |  |  |  |  |  |  |  |  |  |  |  |  |  |  |  |  |  |  |  |  |  |  |  |  |  |  |  |  |  |  |  |  |  |  |  |  |  |  |  |  |  |  |  |  |  |  |  |  |  |  |  |  |  |  |  |  |  |  |  |  |  |  |  |  |  |  |  |  |  |  |  |  |  |  |  |  |  |  |  |  |  |  |  |  |  |  |  |  |  |  |  |  |  |  |  |  |  |  |  |  |  |  |  |  |  |  |  |  |  |  |  |  |  |  |  |  |  |  |  |  |  |  |  |  |  |  |  |  |  |  |  |
| 08 | «La ardiente lección privada» «炎の個人教授ランナー»                       | noviembre 19 del 2009 |  |  |  |  |  |  |  |  |  |  |  |  |  |  |  |  |  |  |  |  |  |  |  |  |  |  |  |  |  |  |  |  |  |  |  |  |  |  |  |  |  |  |  |  |  |  |  |  |  |  |  |  |  |  |  |  |  |  |  |  |  |  |  |  |  |  |  |  |  |  |  |  |  |  |  |  |  |  |  |  |  |  |  |  |  |  |  |  |  |  |  |  |  |  |  |  |  |  |  |  |  |  |  |  |  |  |  |  |  |  |  |  |  |  |  |  |  |  |  |  |  |  |  |  |  |  |  |  |  |  |  |  |  |  |  |  |  |  |  |  |  |  |  |  |  |  |  |
| 09 | «Mujeres al agua» «ガールズ・イン・ザ・ウォーター»                         | noviembre 26 del 2009 |  |  |  |  |  |  |  |  |  |  |  |  |  |  |  |  |  |  |  |  |  |  |  |  |  |  |  |  |  |  |  |  |  |  |  |  |  |  |  |  |  |  |  |  |  |  |  |  |  |  |  |  |  |  |  |  |  |  |  |  |  |  |  |  |  |  |  |  |  |  |  |  |  |  |  |  |  |  |  |  |  |  |  |  |  |  |  |  |  |  |  |  |  |  |  |  |  |  |  |  |  |  |  |  |  |  |  |  |  |  |  |  |  |  |  |  |  |  |  |  |  |  |  |  |  |  |  |  |  |  |  |  |  |  |  |  |  |  |  |  |  |  |  |  |  |  |  |
| 10 | «Un seguro evento de noche» «ある夜の出来事»                               | diciembre 03 del 2009 |  |  |  |  |  |  |  |  |  |  |  |  |  |  |  |  |  |  |  |  |  |  |  |  |  |  |  |  |  |  |  |  |  |  |  |  |  |  |  |  |  |  |  |  |  |  |  |  |  |  |  |  |  |  |  |  |  |  |  |  |  |  |  |  |  |  |  |  |  |  |  |  |  |  |  |  |  |  |  |  |  |  |  |  |  |  |  |  |  |  |  |  |  |  |  |  |  |  |  |  |  |  |  |  |  |  |  |  |  |  |  |  |  |  |  |  |  |  |  |  |  |  |  |  |  |  |  |  |  |  |  |  |  |  |  |  |  |  |  |  |  |  |  |  |  |  |  |
| 11 | «Amigos» «フレンズ»                                                        | diciembre 10 del 2009 |  |  |  |  |  |  |  |  |  |  |  |  |  |  |  |  |  |  |  |  |  |  |  |  |  |  |  |  |  |  |  |  |  |  |  |  |  |  |  |  |  |  |  |  |  |  |  |  |  |  |  |  |  |  |  |  |  |  |  |  |  |  |  |  |  |  |  |  |  |  |  |  |  |  |  |  |  |  |  |  |  |  |  |  |  |  |  |  |  |  |  |  |  |  |  |  |  |  |  |  |  |  |  |  |  |  |  |  |  |  |  |  |  |  |  |  |  |  |  |  |  |  |  |  |  |  |  |  |  |  |  |  |  |  |  |  |  |  |  |  |  |  |  |  |  |  |  |
| 12 | «¿Esperara el cielo?» «天国は待ってくれる？»                               | diciembre 17 del 2009 |  |  |  |  |  |  |  |  |  |  |  |  |  |  |  |  |  |  |  |  |  |  |  |  |  |  |  |  |  |  |  |  |  |  |  |  |  |  |  |  |  |  |  |  |  |  |  |  |  |  |  |  |  |  |  |  |  |  |  |  |  |  |  |  |  |  |  |  |  |  |  |  |  |  |  |  |  |  |  |  |  |  |  |  |  |  |  |  |  |  |  |  |  |  |  |  |  |  |  |  |  |  |  |  |  |  |  |  |  |  |  |  |  |  |  |  |  |  |  |  |  |  |  |  |  |  |  |  |  |  |  |  |  |  |  |  |  |  |  |  |  |  |  |  |  |  |  |

## Canciones
Opening:
Nyanderful! (にゃんだふる！) por Yui Sakakibara
Ending:
"Strawberry ~Amaku Setsunai Namida~ (Strawberry～甘く切ない涙～)" por Asami Imai